# Morus serrator
Morus serrator е вид птица от семейство Sulidae. Видът е незастрашен от изчезване.

## Разпространение
Разпространен е в Австралия и Нова Зеландия.